# Literaturjahr 1843
Liste der Literaturjahre

Literaturjahr 1843 | 1844 | 1845 | 1846 | 1847 | ►►

Weitere Ereignisse
Dieser Artikel behandelt das Literaturjahr 1843.

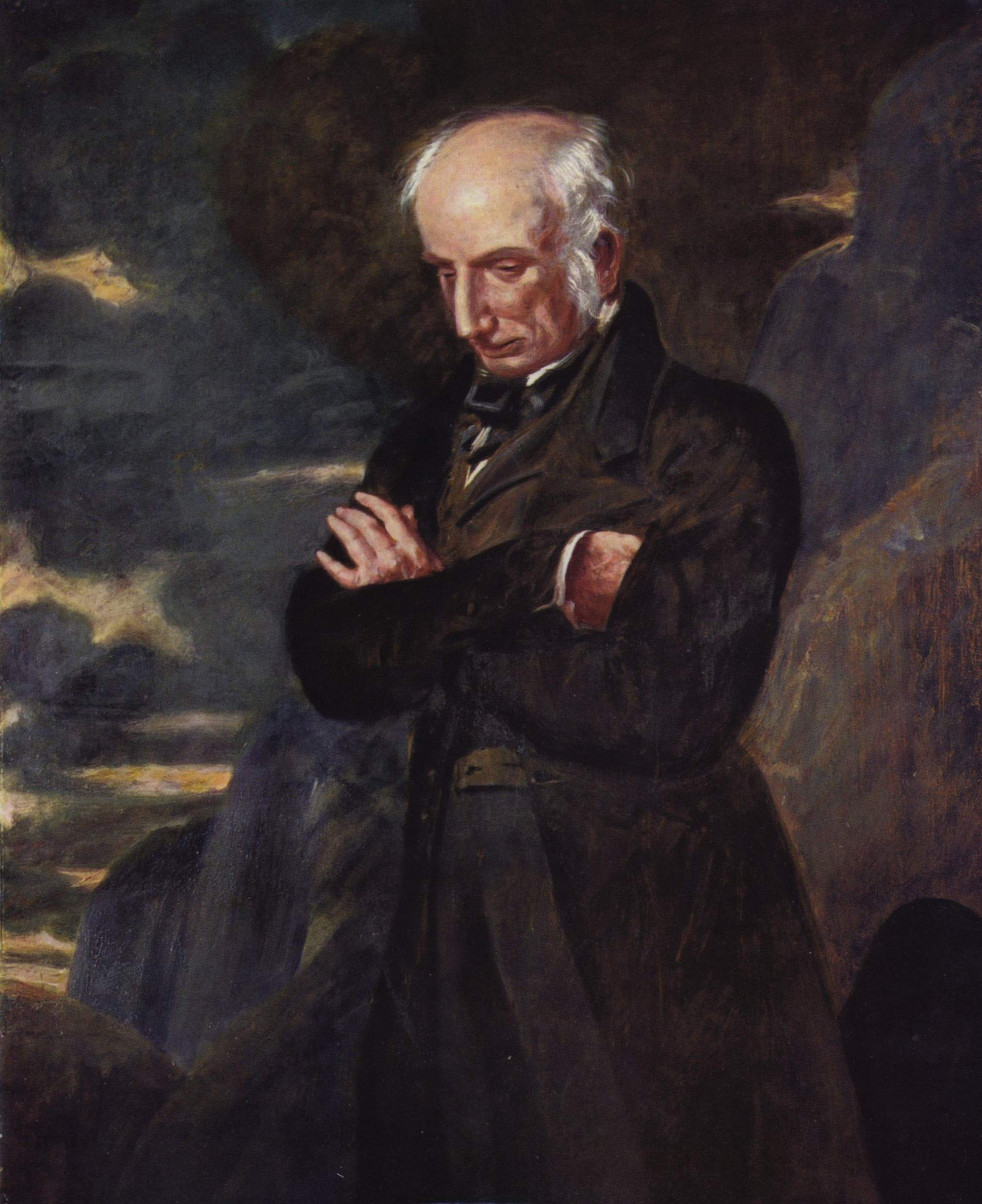
William Wordsworth, Poet laureate im Vereinigten Königreich

## Ereignisse

### Prosa

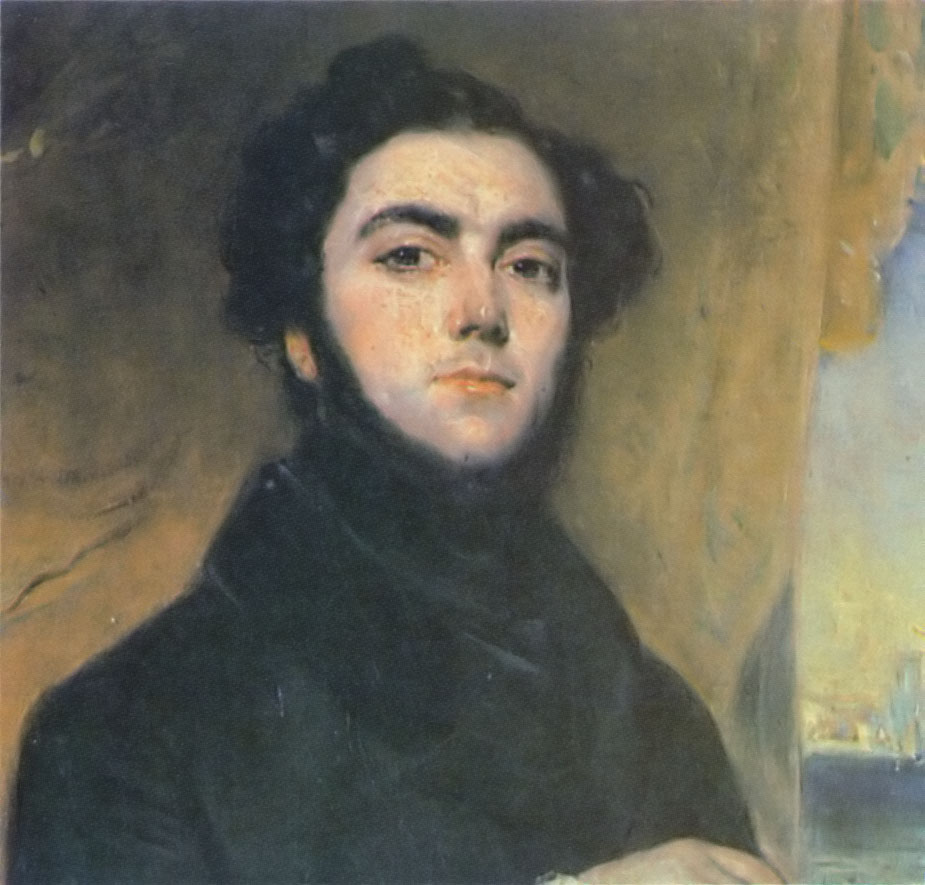
Eugène Sue

- 19. Oktober: In der Pariser Tageszeitung Le Journal des Débats erscheint die letzte Folge des Fortsetzungsromans Mystères de Paris (Die Geheimnisse von Paris), mit der der französische Schriftsteller Eugène Sue die Gattung des Feuilletonromans begründet.
- 11. November: In Dänemark wird Hans Christian Andersens Märchen Das hässliche Entlein veröffentlicht.

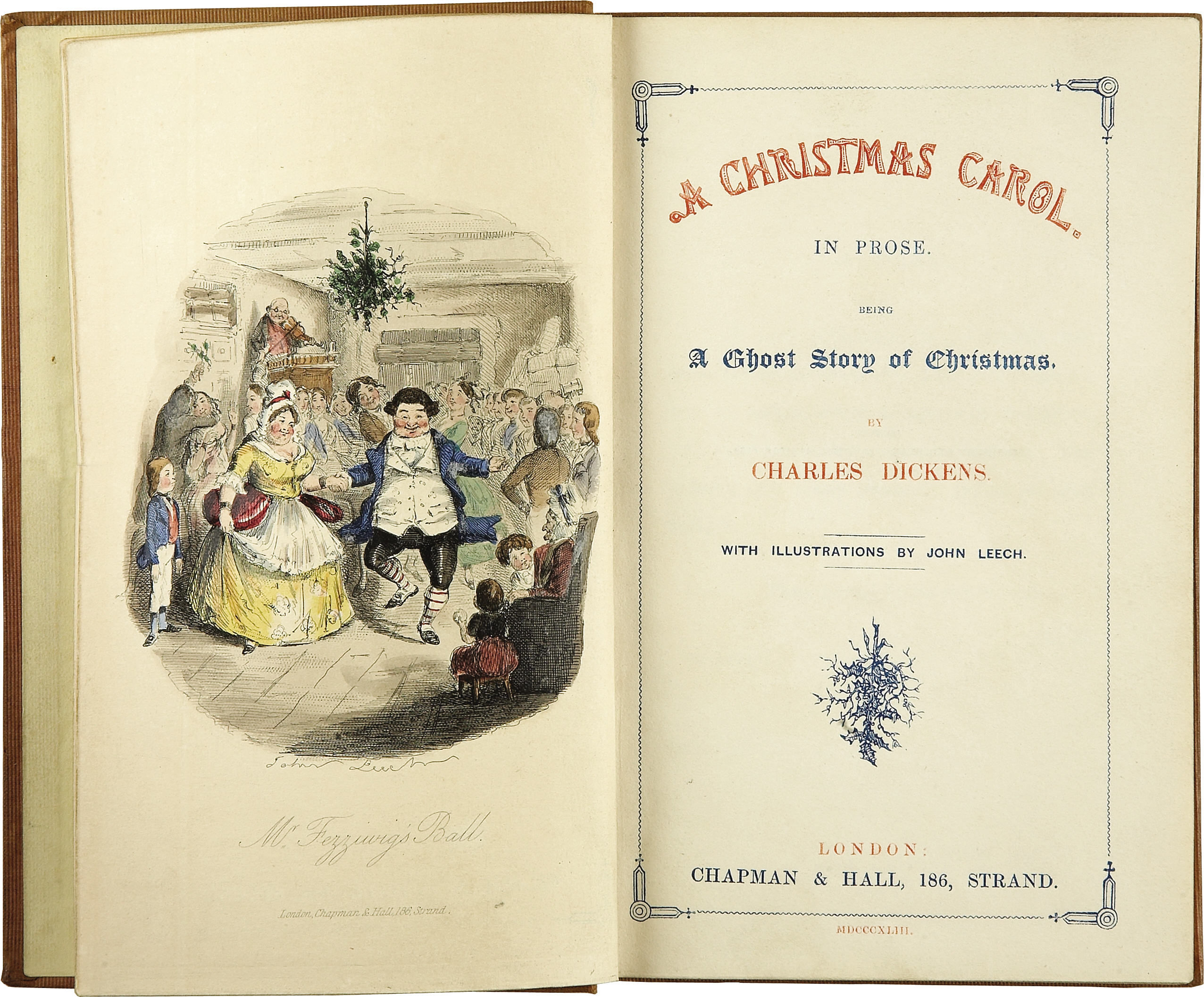
Titelblatt der Erstausgabe, kolorierte Illustration von John Leech

- 19. Dezember: Der Roman A Christmas Carol (Eine Weihnachtsgeschichte) von Charles Dickens wird veröffentlicht. Aufgrund von Differenzen mit seinem Herausgeber veröffentlicht Dickens den Roman, den er zwischen September und Dezember verfasst hat, auf eigene Kosten.

- Von Jeremias Gotthelf erscheinen der Roman Anne Bäbi Jowäger und die historische Erzählung Elsi, die seltsame Magd.

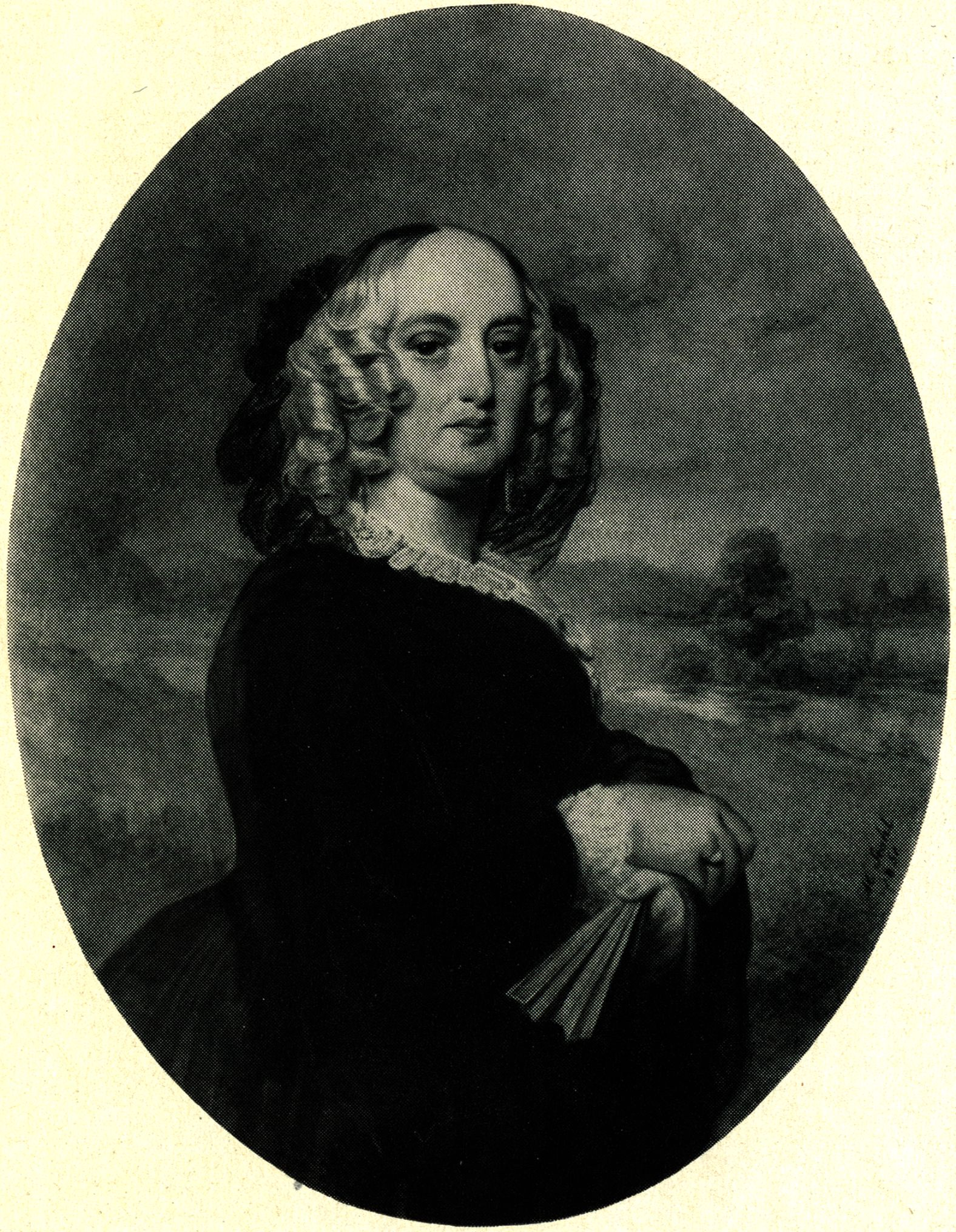
Fanny Lewald

- Fanny Lewald veröffentlicht den Roman Jenny. Er gilt als einer der bedeutendsten und frühesten „Frauenromane“ des 19. Jahrhunderts in deutscher Sprache. Das Werk, das sehr positive Rezensionen erhält, gilt als ebenso wichtig für die Frauen- wie für die jüdische Emanzipation.

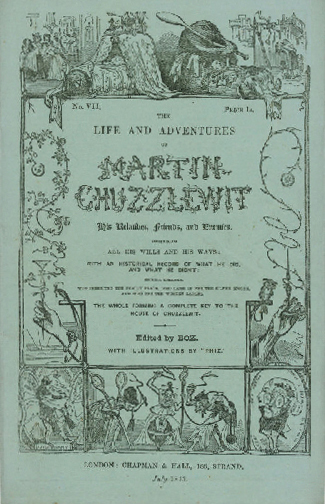
Deckblatt der Fortsetzungsreihe

- Die ersten Teile des Fortsetzungsromans The Life and Adventures of Martin Chuzzlewit (Martin Chuzzlewit) von Charles Dickens erscheint im Druck. Der Roman, den Dickens selbst für eines seiner besten Werke hält, und der als sein letzter Schelmenroman gilt, wird vom Publikum mit mäßiger Begeisterung aufgenommen. Dickens ändert daraufhin im Lauf der Fortsetzungen die von ihm geplante Handlung.

### Lyrik
- Edgar Allan Poe veröffentlicht im Graham's Magazine die Ballade The Conqueror Worm.

### Drama
- Das Drama Les Burgraves (Die Burggrafen) von Victor Hugo ist ein kompletter Misserfolg, der dem Autor für immer die Freude am Theater verdirbt.

### Sachliteratur
- Tassilo von Heydebrand und der Lasa, Mitglied der Berliner Schule im Schach, veröffentlicht das Handbuch des Schachspiels über Schachgeschichte, Schacheröffnungen und Schachendspiele, das der 1840 verstorbene Schachspieler Paul Rudolf von Bilguer begonnen hat. Das Werk, das bis 1874 fünf Auflagen erlebt, trägt maßgeblich zur Verbreitung der algebraischen Notation bei und führt die tabellarische Darstellung der Eröffnungstheorie ein. Unter anderem wird auch die Bird-Verteidigung der Spanischen Partie erstmals erwähnt.

### Periodika
- 4. März: Die Erstausgabe der illustrierten Wochenzeitung L’Illustration erscheint in Paris. Sie wurde von den Journalisten Édouard Charton, Jacques-Julien Dubochet, Jean-Baptiste-Alexandre Paulin, dem Geographen Adolphe Joanne und dem Verleger Jean-Jacques Dubochet gegründet.

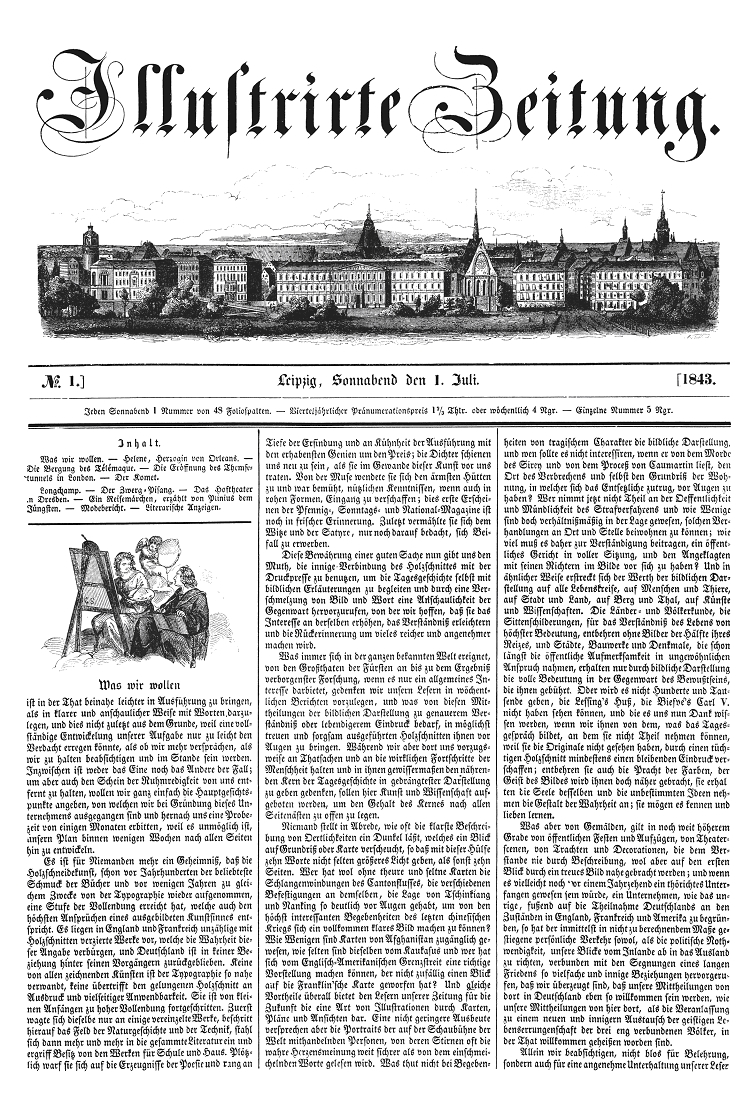
Erstausgabe der Illustrirten Zeitung vom 1. Juli 1843

- 1. Juli: In Leipzig erscheint die Erstausgabe der Illustrirten Zeitung als Lizenzausgabe der 1842 in England gegründeten Zeitschrift The Illustrated London News. Verleger und Herausgeber ist Johann Jacob Weber. Mitbegründer, technischer Leiter und Verbindungsmann zu den Holzschnittkünstlern in Leipzig und Berlin ist der Leipziger Buchhändler und Verleger Carl Berendt Lorck.
- September: In London gründet der Schotte James Wilson die Zeitschrift The Economist.

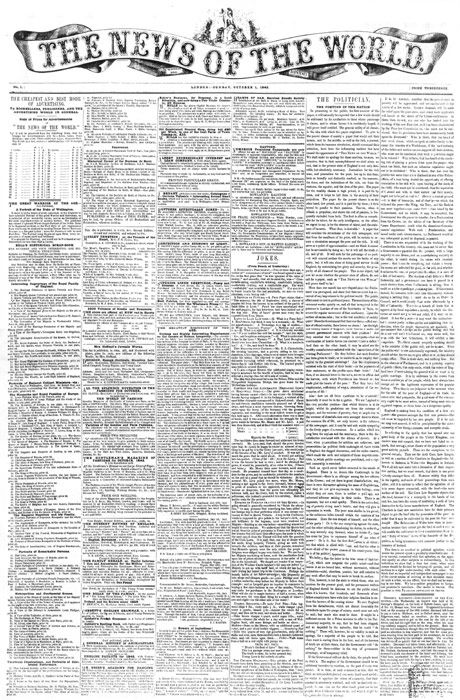
Titelblatt der ersten Ausgabe

- 1. Oktober: Die britische Wochenzeitung News of the World erscheint erstmals. Sie wird von John Browne Bell in London herausgegeben. Durch den geringen Preis von drei Pence spricht sie vor allem in der Arbeiterklasse eine große Leserschaft an.

### Spielstätten
- 09. November: Das Thalia Theater, Hamburgs ältestes Theater, wird gegründet.

### Sonstiges
- William Wordsworth wird Poet Laureate im Vereinigten Königreich.

## Geboren
- 6. Februar: Frederic W. H. Myers, britischer Dichter, Kritiker und Essayist († 1901)
- 6. Februar: Paul Sébillot, französischer Erzählforscher, Maler und Schriftsteller († 1918)
- 24. Februar: Teófilo Braga, portugiesischer Literat und Staatsmann († 1924)

- 29. März: Karl Johann Brilmayer, katholischer Priester, Autor und rheinhessischer Heimatkundler († 1905)
- 29. März: Paul Ferrier, französischer Librettist und Dramatiker († 1928)

- 15. April: Henry James, US-amerikanischer Schriftsteller († 1905)
- 10. Mai: Benito Pérez Galdós, spanischer Schriftsteller († 1920)
- 9. Juni: Bertha von Suttner, österreichische Friedensaktivistin, Schriftstellerin und Friedensnobelpreisträgerin († 1914)

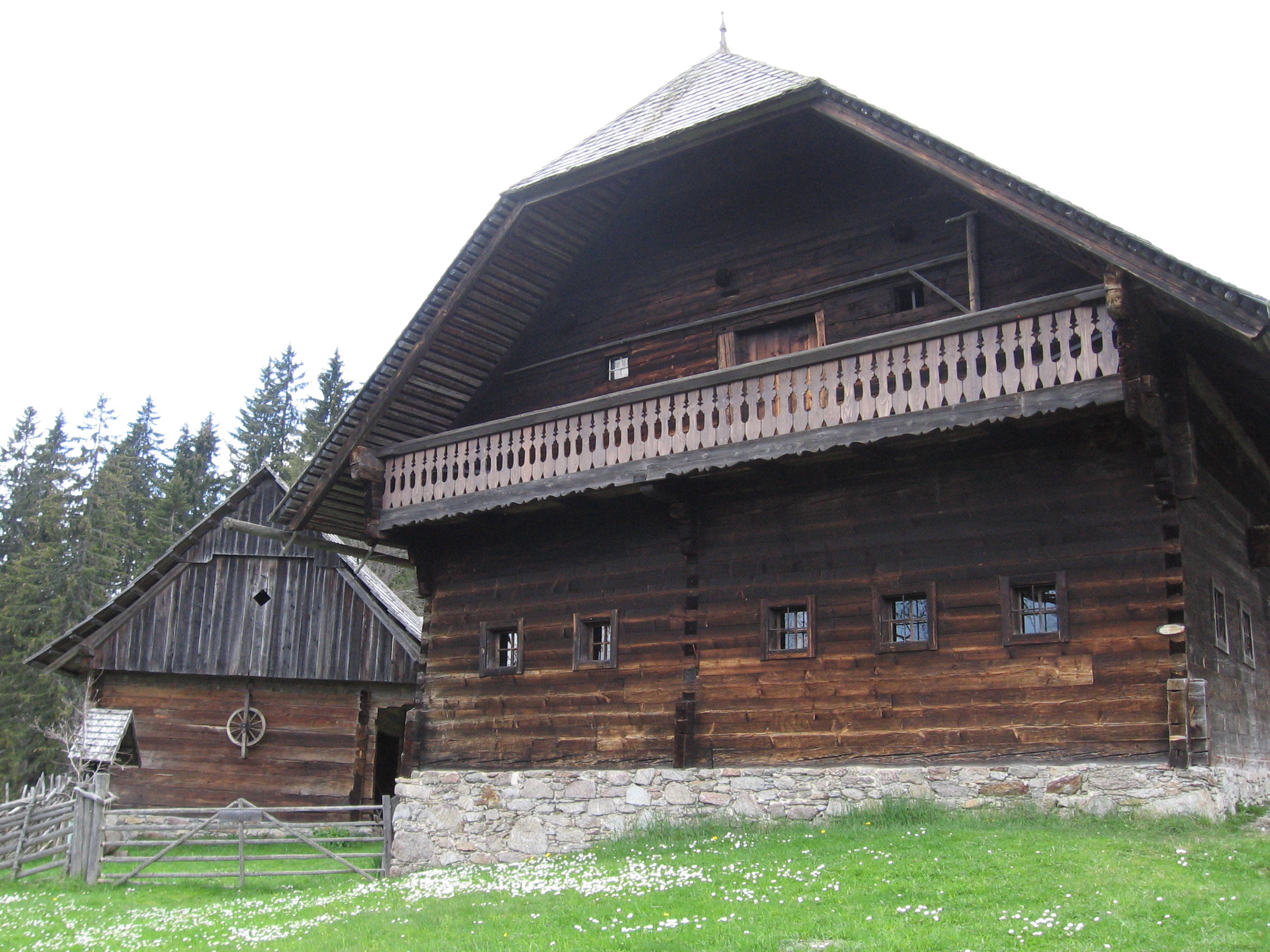
Peter Roseggers Geburtshaus in der „Waldheimat“

- 31. Juli: Peter Rosegger, der „Waldbauernbub“, österreichischer Schriftsteller († 1918)
- 14. September: Lola Rodríguez de Tió, puerto-ricanische Dichterin († 1924)
- 26. September: Joseph Furphy, australischer Schriftsteller († 1912)
- 3. Oktober: Johann Heinrich Wilhelm Dietz, deutscher Verleger und Sozialdemokrat († 1922)
- 29. Oktober: Malwine Enckhausen, deutsche Schriftstellerin († 1932)

- 15. Dezember: Heinrich Schaumberger, deutscher Dichter und Erzähler († 1874)
- 18. Dezember: Hermann von Maltzan, deutscher Naturforscher und Schriftsteller († 1891)
- 29. Dezember: Carmen Sylva, rumänische Königin und Schriftstellerin († 1916)

- Takvor Nalyan, armenischer Schauspieler, Lehrer, Übersetzer und Autor († um 1877)

## Gestorben
- 11. Januar: Francis Scott Key, US-amerikanischer Rechtsanwalt und Amateurdichter (* 1779)
- 23. Januar: Friedrich de la Motte Fouqué, deutscher Dichter der Romantik (* 1777)

- 21. März: Robert Southey, englischer Dichter, Geschichtsschreiber und Kritiker (* 1774)
- 26. April: Kagawa Kageki, japanischer Tanka-Dichter (* 1768)

- 13. Mai: Agnes Franz, deutsche Schriftstellerin (* 1794)
- 18. Mai: Friedrich Christoph Perthes, deutscher Buchhändler und Verleger (* 1772)

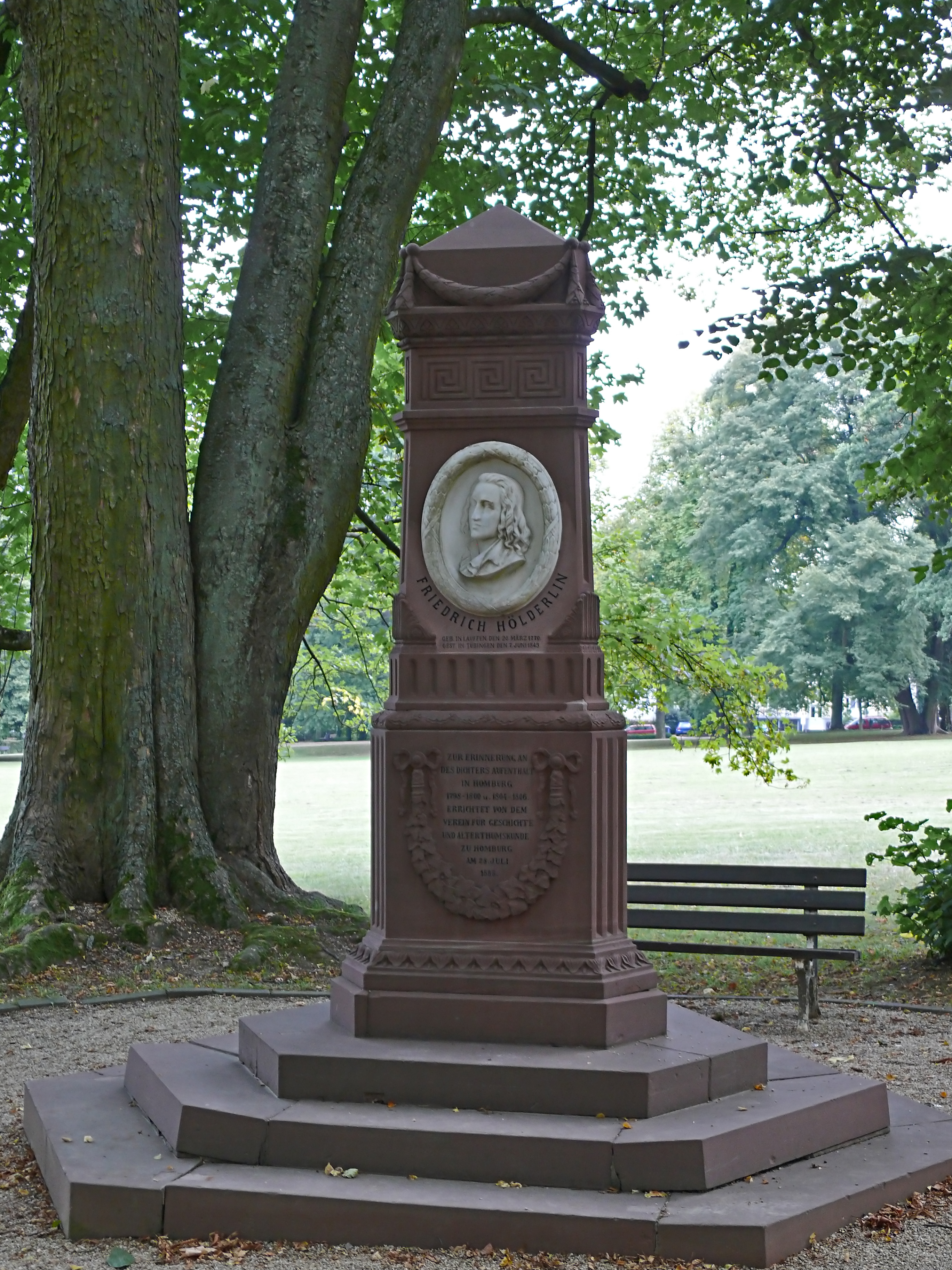
Hölderlin-Denkmal im Bad Homburger Kurpark

- 7. Juni: Friedrich Hölderlin, deutscher Dichter (* 1770)
- 11. Juni: Michael Leopold Enk von der Burg, österreichischer Benediktinermönch, Schriftsteller und Literaturtheoretiker (* 1788)
- 24. Juni: Johann Friedrich Kind, deutscher Schriftsteller (* 1768)

- 9. Juli: Washington Allston, US-amerikanischer Maler und Dichter (* 1779)
- 25. Juli: Karl Friedrich von Rumohr, deutscher Kunsthistoriker, Schriftsteller und Gastrosoph (* 1785)
- 9. September: Günther von Berg, deutscher Politiker und Schriftsteller (* 1765)